# Alés Adamóvich
Alés Adamóvich (en bielorruso: Алесь Адамовіч; en ruso: Алесь Адамович, Hluixa, Provincia de Minsk, Unión Soviética, 3 de septiembre de 1927-Moscú, Rusia, 26 de enero de 1994) fue un escritor, crítico literario y guionista soviético. Fue profesor y miembro de la Academia Nacional de Ciencias de Bielorrusia y del Sóviet Supremo de la Unión Soviética  (1989-1992). Conocido por sus libros Jatínskaya apóvests [literalmente, «La historia de Jatyn»] y Blokádnaia kniga [«El libro del bloqueo»], está muy considerado por su austera pero profunda postura humana contra la guerra, el coraje moral y la honestidad sin compromisos.

## Biografía
Durante la Segunda Guerra Mundial Alés Adamóvich, aún estudiante, se convirtió en miembro de una unidad partisana entre 1942 y 1943. Durante este tiempo, los nazis incendiaron sistemáticamente centenares de aldeas bielorrusas y exterminaron a sus habitantes. Más tarde, escribió una de sus obras más reconocidas, Jatínskaya apóvests, y el guion de Idí i smotrí (Ven y mira), que se basó en sus experiencias como mensajero y guerrillero durante la guerra.
A partir de 1944, retomó su educación. Después de la guerra, entró a la Universidad Estatal de Bielorrusia, donde estudió en el departamento de filología y donde completó el posgrado; estudió, más tarde, en los Cursos Superiores de Guionistas y en la Universidad Estatal de Moscú. A partir de la década de 1950, trabajó en Minsk en el campo de la filología y la crítica literaria; más tarde también se dedicó al cine. Fue miembro de la Unión de Escritores Soviéticos desde 1957. En 1976 fue galardonado con el premio Estatal Bielorruso Iakub Kolas de literatura por Jatínskaya apóvests. Vivió y trabajó en Moscú desde 1986 y fue miembro activo de la comunidad bielorrusa de esta ciudad.
Después del accidente de Chernóbil de 1986, que afectó Bielorrusia, Adamóvich empezó a concienciar activamente de la catástrofe entre la élite gobernante soviética.
A fines de la década de 1980, Alés Adamóvich apoyó la creación del Frente Popular de Bielorrusia, pero no fue miembro. En 1989 Adamóvich se convirtió en uno de los primeros miembros del PEN Club Internacional de Bielorrusia. En 1994 el PEN de Bielorrusia instituyó el premio Literario Alés Adamóvich, un premio literario para reconocer a los mejores escritores y periodistas. El premio se otorga anualmente el 3 de septiembre, el aniversario de Alés Adamóvich, que coincide con una conferencia anual internacional.
En octubre de 1993 firmó la Carta de los Cuarenta y dos.

## Premios
- Orden de la Guerra Patria 2ª clase
- Orden de la Bandera Roja del Trabajo
- Orden de la Insignia de Honor
- Medalla al Partisano de la Guerra Patria de 2.º grado
- Medalla de la victoria sobre Alemania en la Gran Guerra Patriótica 1941-1945

### Eponimia
El asteroide (6537) Adamovich fue nombrado así en su memoria.